# Sanat Mes Kerman FC
Sanat Mes Kerman Football Club, kortweg Mes Kerman, is een Iraanse profvoetbalclub uit Kerman. De club is opgericht in 1998 en speelt haar wedstrijden in het Shahid Bahonar Stadium.

## Bekende spelers
- Amir Hossein Sadeghi
- George Mourad